# Престин, Константин Иванович
Константин Иванович Престин (6 августа 1864 года, Кронштадт, Петербургская губерния, Российская империя — 1935, Ленинград, СССР) — генерал-майор Корпуса гидрографов Российского императорского флота, начальник Архангельского торгово-мореходного училища.

## Биография
Родился в Кронштадте в семье матроса военно-морского флота.
После окончания штурманского отделения Технического училища Морского ведомства в Кронштадте, с 1887 года проходил службу на Севере. Проводил гидрографические работы в Белом море, у берегов Новой Земли, в устье реки Печоры.
- В 1896—1898 годах возглавлял Сумский мореходный класс (село Сумский Посад, Архангельская губерния).
- В 1897—1899 годах командовал парусным судном «Лейтенант Скуратов».
- В 1899—1909 годах командовал пароходом «Лейтенант Скуратов».
- С 23 марта 1906 года — штатный преподаватель лоции, морской практики и съёмки, алгебры и тригонометрии в Архангельском торгово-мореходном училище, одновременно оставаясь в своей должности в Морском ведомстве.
- Приказом по Морскому министерству N33 от 26 января 1909 года освобождён от должности командира парохода «Лейтенант Скуратов» и назначен лоц-командиром Общества Архангельских лоцманов, продолжая преподавательскую деятельность в училище.
- В 1910 году присвоен чин подполковник Корпуса флотских штурманов.
- С октября 1911 года до сентября 1918 года — директор Дирекции маяков и лоции Белого моря.
- В 1913 году получил чин полковника Корпуса флотских штурманов.
- В 1914 году присвоен чин полковника Корпуса гидрографов.
- С 1915 года по 1924 год — начальник Архангельского торгово-мореходного училища.
- 30 июля 1915 года присвоен чин генерал-майора по Корпусу гидрографов.
- С 1924 года в отставке, продолжал работать преподавателем училища.
- В 1930 году переехал к сыну в Ленинград.

Умер в 1935 году. Похоронен в Ленинграде.

## Награды
- Орден Святой Анны 2-й степени;
- Орден Святого Владимира 3-й степени (14 апреля 1913 года);
- Орден Святого Владимира 4-й степени.
- Юбилейный знак 300-летия Общества Архангельских лоцманов.

## Дети
Имел шестеро детей.
- Евгений Константинович (1890—1938) — русский и советский морской офицер, капитан первого ранга РККФ.
- Виктор Константинович (род.1897) — моторист, житель Архангельска, подвергался репрессиям в 1922 году.
- Дочь.